# Samal (Bataan)
Samal (Bayan ng Samal) är en kommun i Filippinerna. Kommunen ligger på ön Luzon, och tillhör provinsen Bataan. Folkmängden uppgår till 35 298 invånare år 2015.
Samal är indelat i 23 barangayer.